# So Runs the World Away
So Runs the World Away è il sesto album in studio del cantautore statunitense Josh Ritter. È stato pubblicato su disco in vinile il 17 aprile 2010 come parte del Record Store Day negli Stati Uniti. Anche il disco in vinile è stato confezionato con una versione CD dell'album. L'uscita ufficiale dell'album è stata il 23 aprile 2010 in Irlanda e il 4 maggio 2010 nel resto del mondo.

## Tracce
1. Curtains – 0:57
2. Change of Time – 4:04
3. The Curse – 5:03
4. Southern Pacifica – 4:24
5. Rattling Locks – 4:25
6. Folk Bloodbath – 5:16
7. Lark – 3:04
8. Lantern – 5:15
9. The Remnant – 3:56
10. See How Man Was Made – 3:26
11. Another New World – 7:34
12. Orbital – 3:29
13. Long Shadows – 2:20